# Хаген, Виктор фон
Виктор Вольфганг фон Хаген (англ. Victor Wolfgang von Hagen; 29 февраля 1908 года, г. Сент-Луис, штат Миссури — 8 марта 1985 года, Италия) — американский исследователь, историк, археолог, антрополог, этнолог, писатель, автор огромного количества работ про цивилизации древней Америки.

## Биография
Начал свои путешествия в 1930 году, посвятив им три десятилетия по Центральной Южной Америке, с женой Кристин (позже изменила имя на Сильвия). Самостоятельно проводил раскопки, зачастую в весьма тяжёлых условиях, кропотливо изучая все находки и всё тщательно документируя.
Между 1940 и 1965 гг. издал огромное количество книг о древних народах инков, майя и ацтеков.
В начале 1950-х гг. провёл исследование древних дорог инков в Перу, продлившееся два года. В ходе работ он обнаружил единственный сохранившийся подвесной мост в данном регионе. Книга фон Хагена «Дорога Солнца», в которой описана данная экспедиция, посвящена профинансировавшему эти исследования крупному гамбургскому торговцу Зигмунду Гильдемейстеру.
Его дочь Адриана фон Хаген в настоящее время является соруководителем музея в Леймебамбе, Перу.
По собственным словам, в своих работах он стремится показать майя, инков и ацтеков не призраками прошлого, заточёнными в камне, а живыми и чувствующими людьми.

И всё же я бродил по джунглям в течение трёх десятилетий, ощущал постоянные укусы насекомых, прошёл через все обычные там болезни, страдая от горной болезни, поднимался на перевалы и вершины в Андах, падал, сброшенный мулами, попадал в тюрьмы (как из-за недозразумений, так и из-за слишком хорошего взаимопонимания). Всё это сказалось на остроте моих романтических ощущений: они сгладились от многочисленных трений в потоке жизни… Таким образом, начиная с 1930 года, время от времени делая перерывы, для того, чтобы что-то написать, и необходимые отступления для борьбы и романтических отношений, я отправлялся в многочисленные экспедиции, большие и малые, и пожил во всех краях, составляющих части солнечных царств Америки.

## Работы
- Alexander von Humboldt
- Off With Their Heads (1937)
- Ecuador the Unknown (1938)
- The Tsátchela Indians of Western Ecuador (1939)
- The Galapagos Islands and Charles Darwin: Notes on an Exhibition at the Bancroft Library (1939)
- Quetzal Quest — The Story of the Capture of the Quetzal, the Sacred Bird of the Aztec and the Mayas (1939)
- Jungle in the Clouds (1940)
- Riches of South America (New World Neighbors) (1941)
- Riches of Central America (New World Neighbors) (1942)
- Paper and Civilization (Scientific Monthly, vol. 57, 1943)
- Mexican Papermaking Plants (Journal of the New York Botanical Gardens, vol. 44, 1943)
- The Jicaque Indians of Honduras (1943)
- The Aztec and Maya Papermakers (1943)
- South America Called Them: Explorations of the Great Naturalists: La Condamine, Humboldt, Darwin, Spruce (1945)
- South American Zoo (1946)
- F.Catherwood 1799—1854 — Architect-Explorer of Two Worlds (1946)
- Maya Explorer: John Lloyd Stephens and the Lost Cities of Central America and Yucatán (1947)
- The Green World of the Naturalists — A Treasury of Five Centuries of Natural History in South America (1948)
- A Guide to Lima, the Capital of Peru (Guides to Peru) (1949)
- A Guide to Cusco (Guides to Peru) (1949)
- A Guide to Sacsahuaman: The Fortress of Cusco (Guides to Peru) (1949)
- Ecuador and the Galápagos Islands: A History (1949)
- Frederick Catherwood, Architect (1950)
- Huancayo and Ayacucho (His Guide to Peru) (1950)
- A Guide to Guayaquil (Guides to Ecuador) (1950)
- A Guide to St Vincent (1950)
- A Guide to Machu Picchu (Guides to Peru) (1952)
- The Four Seasons Of Manuela. A Biography. The Love Story of Manuela Sáenz and Simón Bolívar (1952)
- Highway of the Sun (1955) — about an expedition of discovery of the ancient roads of the Inca
- A Guide to Cusco and Machu Picchu (Guides to Peru) (1956)
- Realm of the Incas (1957)
- The Aztec: Man and Tribe (1958)
- A Guide to Sacsahuaman: Ollontay-Tambo and Pisac (1958)
- The World of the Maya (1960)
- Maya, Land of the Turkey and the Deer (1960)
- The Ancient Sun Kingdoms of the Americas: Aztec, Maya, Inca (1961)
- The Incas: People of the Sun (1961)
- A Chronological Chart of Pre-Columbian Indian Cultures of the Americas and World Events (1962)
- The Desert Kingdoms of Peru (1965)
- Roman Roads (1966)
- Roads that Led to Rome (1967)
- The Gold of El Dorado: The Quest for the Golden Man (1968)
- The Incas of Pedro De Cieza De Leon (1970)
- Search for the Maya: The Story of Stephens and Catherwood (1973)
- The Germanic People in America (1976)
- The Royal Road of the Inca (1976)
- Jicaque (1977)
- The Sun Kingdom of the Aztecs (1977)
- Cuzco and Machu Picchu (1979) ABC Pocket Guide
- Capac ñan, Schicksalsstrasse der Inkas

Русскоязычные издания
- Виктор фон Хаген, «Их призвала Южная Америка», Москва, Государственное издательство географической литературы, 1961
- Виктор фон Хаген, «Ацтеки. Майя. Инки. Великие царства древней Америки», Москва, Центрполиграф, 2008, 2010, 2013